# Manato
Manato är en ort i Madagaskar.   Den ligger i regionen Atsimo-Atsinananaregionen, i den södra delen av landet, 400 km söder om huvudstaden Antananarivo. Manato ligger 147 meter över havet och antalet invånare är 7 000.
Terrängen runt Manato är platt. Runt Manato är det ganska tätbefolkat, med 52 invånare per kvadratkilometer. Det finns inga andra samhällen i närheten. Omgivningarna runt Manato är en mosaik av jordbruksmark och naturlig växtlighet.